# Hemiflagellochloris
Hemiflagellochloris (лат.) — монотипный род зелёных водорослей семейства Вольвоксовые (Volvocaceae). Некоторые систематики относят род к семейству Хлорококковые (Chlorococcaceae).

## Описание
Одноклеточная водоросль. Клетки эллипсоидальные, сферические, одноядерные, окружённые клеточной стенкой. Хлоропласт один пристенный, полый, шаровидный с пиреноидами. Бесполое размножение осуществляется формированием апланоспор и зооспор. Зооспоры покрыты стенкой с двумя жгутиками неравной длины; один жгутик короче другого в два раза. При движении длинный жгутик направлен вперёд, а короткий назад. Базальные тельца зооспор сдвинуты по часовой стрелки. Стигма отсутствует. Половое размножение не выявлено. Запасной продукт — липиды.

## Распространение
Штаммы были изолированы из почвенных образцов засолённых орошаемых земель бассейна реки Или, Казахстан и солонца в северной части реки Ергенинской возвышенности Волгоградской области, Россия.